# Be the NAKED
「Be the NAKED」（ビー・ザ・ネイキッド）は、日本のダンスボーカルユニットLeadの30枚目のシングル。2019年1月30日にFLIGHT MASTERから発売された。
CD、CD+DVD（初回限定盤A）、CD+DVD（初回限定盤B）、CD+スペシャルブックレットの4形態が発売された。

## 概要
2018年11月29日、2019年第1弾シングルとして発売されることが発表され、12月22日にはビジュアルが公開された。
表題曲「Be the NAKED」はテレビアニメ『火ノ丸相撲』第2クールのオープニングテーマに起用された。

## 収録曲
1. Be the NAKED
  - Words：佐伯youthK / Rap Lyrics：谷内伸也 / Composers: Obi Mhondera, Kyler Niko, Coach & Sendo / Music：Coach & Sendo
2. 99.9%
  - Words：Kelly / Composers: Hani Alwani, Carlos Okabe / Music：Carlos Okabe
3. Drop in the box
  - Words：鍵本輝 / Rap Lyrics：谷内伸也 / Music：KM-MARKIT, RYUJA

※形態により収録曲は異なる。

## 発売形態
1. 初回限定盤A [CD＋DVD]
[DVD]Be the NAKED-Music Video- / Be the NAKED-Behind the Music Video- / Be the NAKED-Behind the Jacket Shooting-
2. 初回限定盤B [CD＋DVD]
[DVD]Lead Challenge 30
3. 初回限定盤C [CD＋スペシャルブックレット]
Special Photo Booklet（24P予定）
4. 通常盤 [CD Only]

※ジャケットはそれぞれ異なる。